# Ukkovuori
Ukkovuori är en ö i Finland. Den ligger i sjön Paljavesi och i kommunen Sankt Michel i den ekonomiska regionen  S:t Michel och landskapet Södra Savolax, i den södra delen av landet, 210 km nordost om huvudstaden Helsingfors. Öns area är 3,3 hektar och dess största längd är 330 meter i nord-sydlig riktning.